# Biologie computationnelle
La biologie computationnelle (parfois appelée biologie numérique) est une branche de la biologie qui implique le développement et l'application de méthodes d'analyse de données, d'approches théoriques, de modélisation mathématique et de techniques de simulation computationnelle pour étudier des systèmes biologiques, écologiques, comportementaux et sociaux. Le domaine est largement défini et comprend des fondements en biologie, mathématiques appliquées, statistiques, biochimie, chimie, biophysique, biologie moléculaire, génétique, génomique, informatique et évolution.
La biologie computationnelle est différente de l'informatique biologique, qui est un sous-domaine de l'informatique et de l'ingénierie informatique utilisant la bioingénierie et la biologie pour construire des ordinateurs, mais est similaire à la bio-informatique, qui est une science interdisciplinaire utilisant des ordinateurs pour stocker et traiter des données biologiques.

## Histoire
La bio-informatique, se définissant comme l'analyse de l'information et des transferts d'information dans les systèmes biologiques, a débuté en 1970 avec Paulien Hogeweg et Ben Hesper,. Cette discipline s'est ensuite spécialisée dans l'analyse de larges ensembles de données biologiques, se séparant ainsi du reste de la biologie computationnelle.
En 1982, les chercheurs échangeaient des informations via des cartes perforées et les quantités d'informations étaient limités. La quantité de données à échanger a explosé à la fin des années 1980, nécessitant de nouvelles méthodes pour identifier et isoler les informations pertinentes.
Depuis la fin des années 1990, la biologie computationnelle est devenue un champ important de la biologie, contenant de nombreux sous-domaines. En 2022, la société internationale de biologie computationnelle (ISCB, de l'anglais « International Society for Computational Biology ») reconnaît 21 communautés, représentant chacune une part d'un champs plus large.